# Lorient
Lorient (en bretón An Oriant) es una ciudad portuaria de Francia perteneciente al departamento de Morbihan, en la región de Bretaña. Ubicada en la boca de la rada de Lorient, durante la Segunda Guerra Mundial albergó una importante base de U-Boot alemanes.

## Clima
| Parámetros climáticos promedio de Lorient (Aeropuerto Lann-Bihoué), normales 1991–2020, extremos 1952–presente | Parámetros climáticos promedio de Lorient (Aeropuerto Lann-Bihoué), normales 1991–2020, extremos 1952–presente | Parámetros climáticos promedio de Lorient (Aeropuerto Lann-Bihoué), normales 1991–2020, extremos 1952–presente | Parámetros climáticos promedio de Lorient (Aeropuerto Lann-Bihoué), normales 1991–2020, extremos 1952–presente | Parámetros climáticos promedio de Lorient (Aeropuerto Lann-Bihoué), normales 1991–2020, extremos 1952–presente | Parámetros climáticos promedio de Lorient (Aeropuerto Lann-Bihoué), normales 1991–2020, extremos 1952–presente | Parámetros climáticos promedio de Lorient (Aeropuerto Lann-Bihoué), normales 1991–2020, extremos 1952–presente | Parámetros climáticos promedio de Lorient (Aeropuerto Lann-Bihoué), normales 1991–2020, extremos 1952–presente | Parámetros climáticos promedio de Lorient (Aeropuerto Lann-Bihoué), normales 1991–2020, extremos 1952–presente | Parámetros climáticos promedio de Lorient (Aeropuerto Lann-Bihoué), normales 1991–2020, extremos 1952–presente | Parámetros climáticos promedio de Lorient (Aeropuerto Lann-Bihoué), normales 1991–2020, extremos 1952–presente | Parámetros climáticos promedio de Lorient (Aeropuerto Lann-Bihoué), normales 1991–2020, extremos 1952–presente | Parámetros climáticos promedio de Lorient (Aeropuerto Lann-Bihoué), normales 1991–2020, extremos 1952–presente | Parámetros climáticos promedio de Lorient (Aeropuerto Lann-Bihoué), normales 1991–2020, extremos 1952–presente |
| Mes | Ene. | Feb. | Mar. | Abr. | May. | Jun. | Jul. | Ago. | Sep. | Oct. | Nov. | Dic. | Anual |
| --- | --- | --- | --- | --- | --- | --- | --- | --- | --- | --- | --- | --- | --- |
| Temp. máx. abs. (°C)                                                                                           | 16.8 | 18.4 | 23.3 | 27.1 | 29.8 | 35.9 | 37.6 | 37.5 | 31.0 | 27.2 | 19.6 | 16.4 | 37.6 |
| Temp. máx. media (°C)                                                                                          | 9.7 | 10.4 | 12.6 | 15.0 | 18.1 | 20.8 | 22.5 | 22.6 | 20.7 | 16.8 | 13.0 | 10.4 | 16.1 |
| Temp. media (°C)                                                                                               | 6.9 | 7.1 | 8.8 | 10.7 | 13.7 | 16.4 | 18.0 | 18.1 | 16.1 | 13.3 | 9.8 | 7.5 | 12.2 |
| Temp. mín. media (°C)                                                                                          | 4.0 | 3.8 | 5.0 | 6.4 | 9.3 | 11.9 | 13.6 | 13.5 | 11.5 | 9.7 | 6.6 | 4.6 | 8.3 |
| Temp. mín. abs. (°C)                                                                                           | -13.1 | -11.0 | -7.4 | -4.1 | -1.1 | 1.6 | 3.4 | 4.1 | 1.0 | -1.8 | -5.0 | -8.7 | -13.1 |
| Precipitación total (mm)                                                                                       | 109.0 | 82.5 | 66.2 | 67.5 | 66.0 | 52.0 | 55.2 | 53.3 | 65.7 | 103.8 | 107.6 | 114.5 | 943.3 |
| Días de precipitaciones (≥ 1 mm)                                                                               | 14.3 | 11.6 | 10.9 | 10.6 | 9.8 | 8.0 | 8.3 | 7.7 | 8.3 | 12.6 | 13.8 | 14.2 | 130.1 |
| Horas de sol                                                                                                   | 71 | 99 | 144 | 191 | 214 | 224 | 232 | 219 | 193 | 120 | 87 | 72 | 1866 |
| Humedad relativa (%)                                                                                           | 88 | 85 | 82 | 79 | 81 | 80 | 80 | 81 | 84 | 87 | 87 | 88 | 83.5 |
| Fuente: Météo France, Infoclimat (humedad 1961–1990), y Meteociel                                              | | | | | | | | | | | | | |

## Historia
Lorient se creó en 1666 para apoyar el desarrollo de la Compañía francesa de las Indias Orientales, fundada por Jean-Baptiste Colbert en 1664 en Port-Louis. La exigüidad de Port-Louis lleva a la instalación del astillero en un terreno erial llamado La Faouëdic, aguas arriba de Port-Louis, en la confluencia de los ríos Scorff y Blavet. El primer buque que se construyó se llamó Le Soleil d'Orient (El Sol de Oriente). Los habitantes de la región, que se habían acostumbrado a visitar L'Orient (El Oriente) durante su construcción, dieron su nombre a la nueva ciudad. El nombre bretón An Oriant es una traducción posterior a la creación de la ciudad.

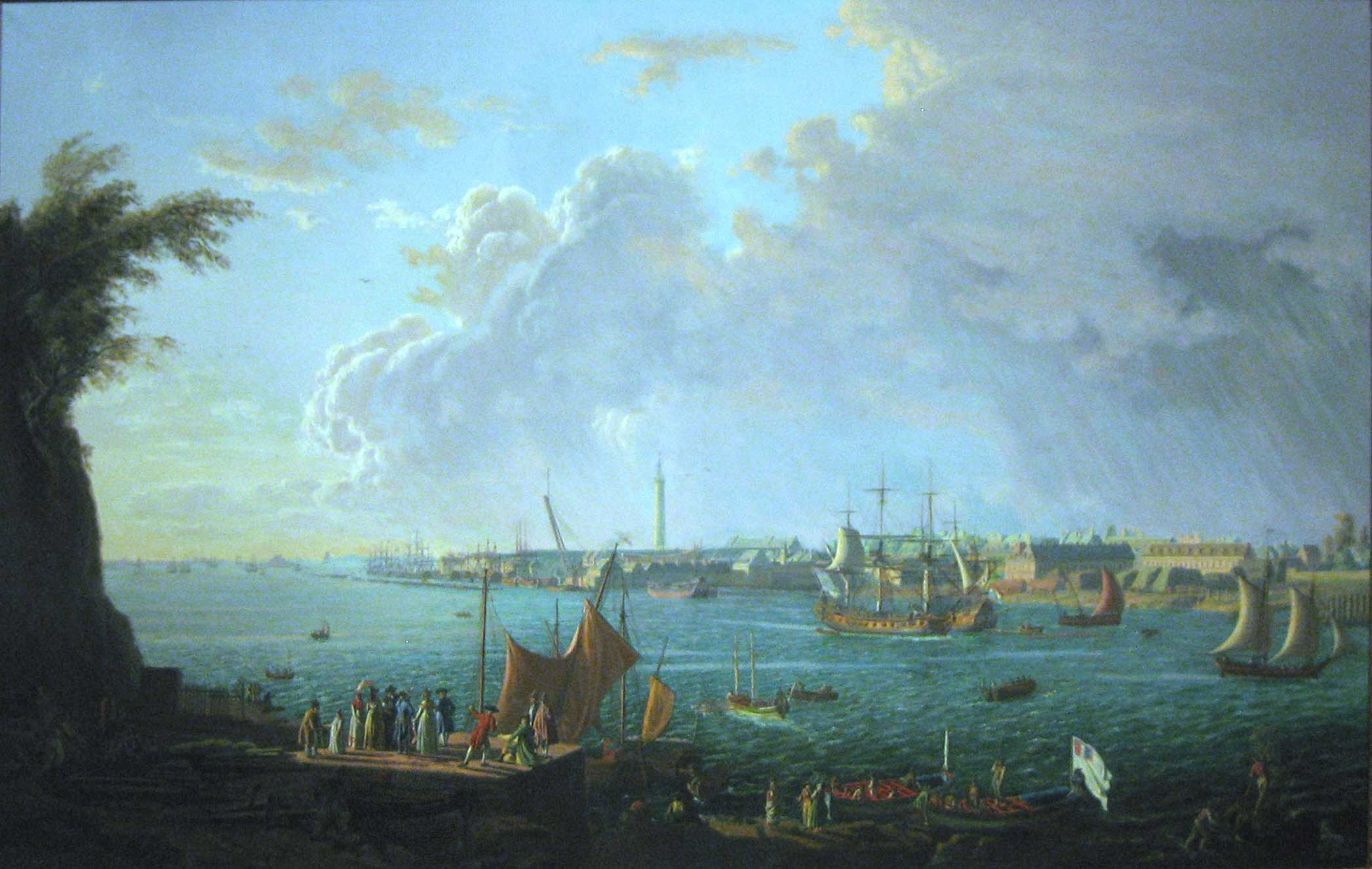
El puerto de Lorient en el

La prosperidad de la Compañía de las Indias Orientales favoreció un crecimiento muy rápido de la nueva ciudad, cuya población aumentó de 6000 a 20 000 habitantes entre 1702 y 1720. Este crecimiento se estancó en 1763 con la pérdida de las posesiones francesas en la India tras la firma del Tratado de París que puso fin a la Guerra de los Siete Años. En 1770, el rey compró el puerto y el arsenal real que durante mucho tiempo siguió siendo el primer centro de actividad en la ciudad. Lorient se enriqueció durante el siglo XVIII por el comercio de esclavos, transportados a bordo del buque "Saint Louis" desde 1729 hasta 1731 y el "Dawn" en 1784. Napoleón creó además un puerto militar. La ciudad se extendió durante el siglo XIX (un puerto comercial, la ciudad nueva) y se desenclava lentamente con la llegada del tren en 1865.
Durante la Segunda Guerra Mundial, Lorient fue bombardeada por las tropas aliadas y destruida casi totalmente entre 1943 y 1944 en un intento por eliminar la base de submarinos alemanes U-Boot en Keroman construida por orden de Karl Dönitz a partir de 1941. Tras la guerra Lorient fue reconstruida completamente y ha seguido desarrollando un papel importante como puerto comercial, pesquero, deportivo y militar, siendo el centro de un área urbana que supera los 200 000 habitantes.

Vista de Lorient desde Port-Louis

## Demografía
| 22 318 | 17 837 | 20 553 | 17 115 | 18 322 | 1875 | 23 621 | 26 434 | 25 694 | 28 412 | 35 462 | 37 655 | 34 660 | 35 165 | 37 812 | 40 055 | 42 116 | 41 894 | 44 640 | 46 403 | 49 039 | 46 314 | 41 592 | 42 853 | 45 817 | 11 838 | 47 095 | 60 566 | 66 444 | 69 769 | 62 554 | 59 271 | 59 189 | 58 135 |
| Para los censos de 1962 a 1999 la población legal corresponde a la población sin duplicidades (Fuente: INSEE [Consultar]) |        |        |        |        |      |        |        |        |        |        |        |        |        |        |        |        |        |        |        |        |        |        |        |        |        |        |        |        |        |        |        |        |        |

## Deportes
El club de fútbol local, FC Lorient, competirá desde la temporada 2024-25, en la segunda división del fútbol francés, la Ligue 2, tras haber descendido. Disputa sus encuentros de local en el Stade du Moustoir cuya capacidad es para 18.500 espectadores.

## Ciudades hermanadas
- Ceske-Budejovice (República Checa)
- Galway (Irlanda)
- Ludwigshafen (Alemania)
- Ventspils (Letonia)
- Vigo (España)
- Wirral (Inglaterra)
- Denizli (Turquía)
- Toluca (México)